# 金落寬
金 落寬（キム・ナクグヮン、朝鮮語: 김 낙관、1972年 - ）は 現代ユニコーンズに所属していた大韓民国出身のプロ野球選手（外野手）。

## 詳細情報

### 出身学校
- 1988年 - 1989年、徽文高等学校
- 1991年 - 1995年、東国大学校 (1991学番)

### 背番号
- 42 （1997年）